# Термореактивен полимер
Термореактивен полимер или реактопласт е полимер, който е преработен чрез необратима химическа реакция, водеща до образуване на нетопящ се и неразтворим материал. Втвърдяването настъпва чрез нагряване или подходящо облъчване и може да бъде подпомагано от високо налягане или катализатор. Веднъж втвърден, реактопластът не може да бъде разтопен, за разлика от термопласта, който може да бъде оформян чрез топене или натиск.

## Получаване
Реактопластите се образуват в резултат на химически реакции, които създават дълги кръстосани връзки между полимерните вериги, като по този начин се съставя нетопима и неразтворима полимерна мрежа.
Началният материал за направата на реактопласт обикновено е дуктилен или течен преди втвърдяване и често трябва да бъде излят в крайната си форма. Може да бъде използван и като лепило. 
Фенолни, амино- и фуранови смоли се втвърдяват чрез поликондензация, включваща отделянето на вода и топлина, като инициирането на втвърдяването и екзотермичният контрол на полимеризацията зависят от температурата на втвърдяване, избора на катализатор, метода на натоварване и обработка или налягането – степента на пре-полимеризация и нивото на остатъчното хидроксиметилово съдържание в смолите определят плътността на кръстосаните вериги.

## Свойства и приложение
Обикновено, реактопластите са по-здрави от термопластите, поради триизмерната мрежа от връзки. Освен това те са по-пригодни за високотемпературни приложения. Температурната и химическата устойчивост нараства с плътността на кръстосаните вериги. Механичната якост също се подобрява с плътността, макар и за сметка на крехкостта. Те често започват да се разлагат, преди да започнат да се топят. Към реактомерите често се добавят допълнителни пълнители (помощни вещества), за да се постигнат определени свойства.
Приложенията на термореактивните полимери включват: защитни покрития, безшевни подови настилки, циментови разтвори за съединяване, хоросани, леярски пясъци, лепила, отливки, електрическа изолация, капсулиране на интегрални схеми, стъклопласти, 3D-принтиране, твърди пени и други.